# Show (album de The Cure)
Pour les articles homonymes, voir Show.
Albums de The Cure
Wish
(1992) Paris
(1993)
Show est le troisième album live du groupe The Cure sorti le 21 septembre 1993, un mois avant un autre album live, Paris.
Il s'agit d'un double album au format CD enregistré en public au Palace of Auburn Hills aux États-Unis en juillet 1992. Il contient 18 titres dont un inédit instrumental enregistré en studio, Tape, qui ouvre l'album.
Il existe une version simple CD, réservée au marché américain, qui comprend 14 titres. Les morceaux manquants figurent sur un EP séparé intitulé Sideshow sorti le 14 septembre 1993.
Une vidéo de Show sort simultanément au format VHS avec 5 titres supplémentaires. Voir Show (vidéo).
L'album est réédité à l'occasion du Record Store Day le 22 avril 2023 en double picture-disc. Il a été remastérisé par Robert Smith et Miles Showell aux studios Abbey Road. En septembre 2023, cette version remastérisée est disponible en double vinyle noir. 

## Liste des titres

### Version double album
| 1. | Tape (instrumental) | - Robert Smith - Simon Gallup - Perry Bamonte - Porl Thompson - Boris Williams | 2:25 |
| 2. | Open                | - Smith - Gallup - Bamonte - Thompson - Williams                               | 7:18 |
| 3. | High                | - Smith - Gallup - Bamonte - Thompson - Williams                               | 3:31 |
| 4. | Pictures of You     | - Smith - Gallup - Roger O'Donnell - Thompson - Williams - Lol Tolhurst        | 7:38 |
| 5. | Lullaby             | - Smith - Gallup - O'Donnell - Thompson - Williams - Tolhurst                  | 4:25 |
| 6. | Just Like Heaven    | - Smith - Gallup - Tolhurst - Thompson - Williams                              | 3:37 |
| 7. | Fascination Street  | - Smith - Gallup - O'Donnell - Thompson - Williams - Tolhurst                  | 5:00 |
| 8. | A Night Like This   | Smith                                                                          | 4:46 |
| 9. | Trust               | - Smith - Gallup - Bamonte - Thompson - Williams                               | 5:15 |

| 1. | Doing The Unstuck                   | - Smith - Gallup - Bamonte - Thompson - Williams | 4:20 |
| 2. | The Walk                            | - Smith - Tolhurst                               | 3:32 |
| 3. | Let's Go to Bed                     | - Smith - Tolhurst                               | 3:41 |
| 4. | Friday I'm in Love                  | - Smith - Gallup - Bamonte - Thompson - Williams | 3:45 |
| 5. | In Between Days                     | Smith                                            | 3:12 |
| 6. | From the Edge of the Deep Green Sea | - Smith - Gallup - Bamonte - Thompson - Williams | 7:54 |
| 7. | Never Enough                        | - Smith - Gallup - Thompson - Williams           | 4:52 |
| 8. | Cut                                 | - Smith - Gallup - Bamonte - Thompson - Williams | 5:25 |
| 9. | End                                 | - Smith - Gallup - Bamonte - Thompson - Williams | 7:58 |

### Version simple album
| No  | Titre                               | Durée |
| --- | ----------------------------------- | ----- |
| 1.  | Open                                | 7:20  |
| 2.  | High                                | 3:31  |
| 3.  | Pictures of You                     | 7:38  |
| 4.  | Lullaby                             | 4:15  |
| 5.  | Just Like Heaven                    | 3:34  |
| 6.  | A Night Like This                   | 4:45  |
| 7.  | Trust                               | 5:14  |
| 8.  | Doing the Unstuck                   | 4:00  |
| 9.  | Friday I'm in Love                  | 3:34  |
| 10. | In Between Days                     | 2:55  |
| 11. | From the Edge of the Deep Green Sea | 7:54  |
| 12. | Never Enough                        | 4:45  |
| 13. | Cut                                 | 5:32  |
| 14. | End                                 | 8:04  |

### Titres du EP "Sideshow"
| No | Titre               | Durée |
| -- | ------------------- | ----- |
| 1. | Tape (instrumental) | 3:07  |
| 2. | Just Like Heaven    | 3:47  |
| 3. | Fascination Street  | 5:01  |
| 4. | The Walk            | 3:32  |
| 5. | Let's Go to Bed     | 3:38  |

## Composition du groupe
- Robert Smith : guitare, chant
- Simon Gallup : basse
- Porl Thompson : guitare, claviers
- Boris Williams : batterie
- Perry Bamonte : claviers, guitare

## Classements hebdomadaires
| Classement (1993)             | Meilleure place |
| ----------------------------- | --------------- |
| Allemagne (Media Control AG)  | 37              |
| Australie (ARIA)              | 16              |
| Autriche (Ö3 Austria Top 40)  | 16              |
| Canada (RPM Top Albums)       | 62              |
| États-Unis (Billboard 200)    | 42              |
| France (IFOP)                 | 4               |
| Nouvelle-Zélande (RIANZ)      | 36              |
| Pays-Bas (Mega Album Top 100) | 71              |
| Royaume-Uni (UK Albums Chart) | 29              |
| Suède (Sverigetopplistan)     | 34              |
| Suisse (Schweizer Hitparade)  | 37              |

| Classement (2023)            | Meilleure place |
| ---------------------------- | --------------- |
| Allemagne (Media Control AG) | 17              |
| Belgique (Wallonie Ultratop) | 30              |

## Certifications
| Pays              | Certifications | Date       | Unités certifiées |
| ----------------- | -------------- | ---------- | ----------------- |
| Royaume-Uni (BPI) | Argent         | 26/06/2020 | 60 000            |